# 林鈺雄
林鈺雄（1964年—），臺灣臺北縣人，刑事法學者，現為國立臺灣大學法律學院專任教授。

## 家庭
- 妻子：王梅英（臺灣高等法院法官兼庭長，後調司法院辦事，擔任司法行政廳廳長，曾任最高法院法官、臺灣臺北地方法院院長[6][7]），現任司法院副秘書長[8]。

## 生平
刑事訴訟法名師，舊時在補習班所著《刑事訴訟法》（使用筆名慧巽）一書曾為考生人手一冊之必備「聖典」。
在德國跟隨克勞斯·羅可辛（Claus Roxin）學習刑事法。2005年獲德國宏博基金會（Humboldt-Stiftung）研究獎勵金資助，再赴德深造半年，以歐洲刑事法之整合趨勢為研究範圍。

### 學歷
- 國立臺灣大學法律學系學士（1984年－1988年）
- 國立臺灣大學法律研究所碩士（1988年－1992年）
- 德國慕尼黑大學法學博士（1993年－1998年）

### 現職
- 國立臺灣大學法律學系教授(2012.08-迄今)
- 國立臺灣大學法律學院刑事法研究中心召集人

### 經歷
- 律師（1989年律師高考及格）
- 司法官（1989年司法官特考及格）
- 國立政治大學法律學系助理教授 (1998.08-2000.07)
- 國立臺灣大學法律學系助理教授、副教授 (2000.08-2012.07)

## 著作
- 《檢察官論》1999
- 《刑事訴訟法（上，下）》2023，十二版
- 《刑事法理論與實踐》2001
- 《搜索扣押註釋書》2001
- 《刑事訴訟法實例研習》2000，何賴傑、林鈺雄、陳運財、黃朝義 合著
- 《法庭詰問活動》2000，合著
- 《新刑法總則》2020，八版
- 《嚴格證明與刑事證據》2002，初版
- 《刑法與刑訴之交錯適用》2008，初版
- 《刑事訴訟法實例解析》2023，六版
- 《沒收新論》2020，初版

## 對軍事審判制度的觀點
早期強烈批判軍事審判制度，在其著作《刑事訴訟法》中認為軍事審判不符合現代法治國家的要求，質疑軍事審判的專業性、客觀性以及可能違憲的問題。認為最少在平時，無論平民或軍人犯罪都應回歸到一般司法的常軌。
後來軍中發生洪仲丘的事件，再次引起社會上軍事審判存廢的討論。在新聞媒體上發表一篇以《告別戒嚴幽靈 廢除軍事審判》為題的文章，質疑戰時能否設置軍事法庭，並且指出在平時軍事審判的存在毫無道理，認為在解嚴後26年，該擺脫戒嚴幽靈，也就是在平時，把軍人犯罪回歸到普通檢察署和普通法院來偵查和審理。軍事審判制度於2013年因為洪仲丘事件的原因修法，分成戰時與平時，平時軍人犯罪改由普通法院審理。
2025年3月，賴清德總統宣布將恢復平時的軍事審判。在Facebook上發布《軍事審判制度——我們還有明天嗎？ 》，認為戰時和平時的二分法形同虛設，新型態「灰色戰爭」的威脅使得在平時排除軍事審判變得不切實際，肯定賴清德總統對軍事審判的宣示，表示未必是最好，但為亡羊補牢之舉，批判過去12年來的立法怠惰。

## 資料來源
1. ↑  林鈺雄教授 （页面存档备份，存于）.國立台灣大學法律學院
2. ↑  【研討會】刑事法遵（Criminal Compliance）- 刑事法的典範轉移 （页面存档备份，存于）.國立清華大學科技法律研究所
3. ↑  「救援鄭性澤、追思蔡老師」 台大林鈺雄教授以鄭案死刑評鑑報告 呼籲正視並彌補「司法不法」 （页面存档备份，存于）.世界民報
4. ↑  又一人退出！「完全認同林鈺雄教授」律師陳重言退出司改國是會議 （页面存档备份，存于）.風傳媒
5. ↑  【司改放送頭】林鈺雄不滿定位不明　退席逼小英說清楚 （页面存档备份，存于）.鏡週刊
6. ↑  王梅英法官 （页面存档备份，存于）.司法陽光網
7. ↑  .   [2024-04-10]. （原始内容存档于2024-04-17）.
8. ↑  林鈺雄. . 2025-03-14  [2025-03-19]. （原始内容存档于2025-03-26）.